# 貝特維爾 (索洛圖恩州)
貝特維爾（德語：Bättwil，德語發音：[ˈbɛtˌviːl]）是瑞士索洛圖恩州的一个市镇，位於該國北部，面積1.67平方公里，海拔高度360米，截至2018年12月31日总人口为1,186人。